# Diphyscium satoi
Diphyscium satoi là một loài rêu trong họ Buxbaumiaceae. Loài này được Tuzibe mô tả khoa học đầu tiên năm 1937.